# Cataplana

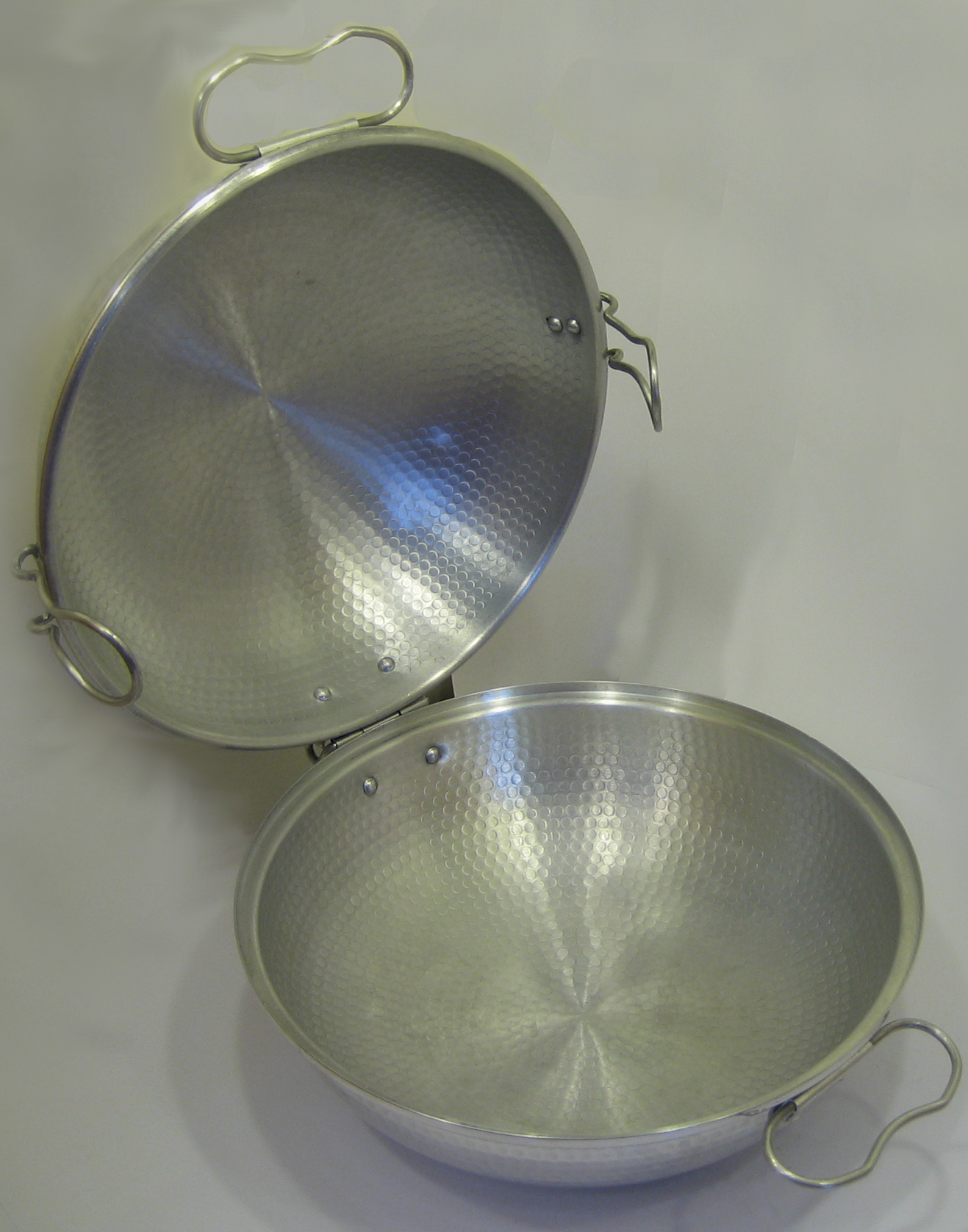
Cataplana offen

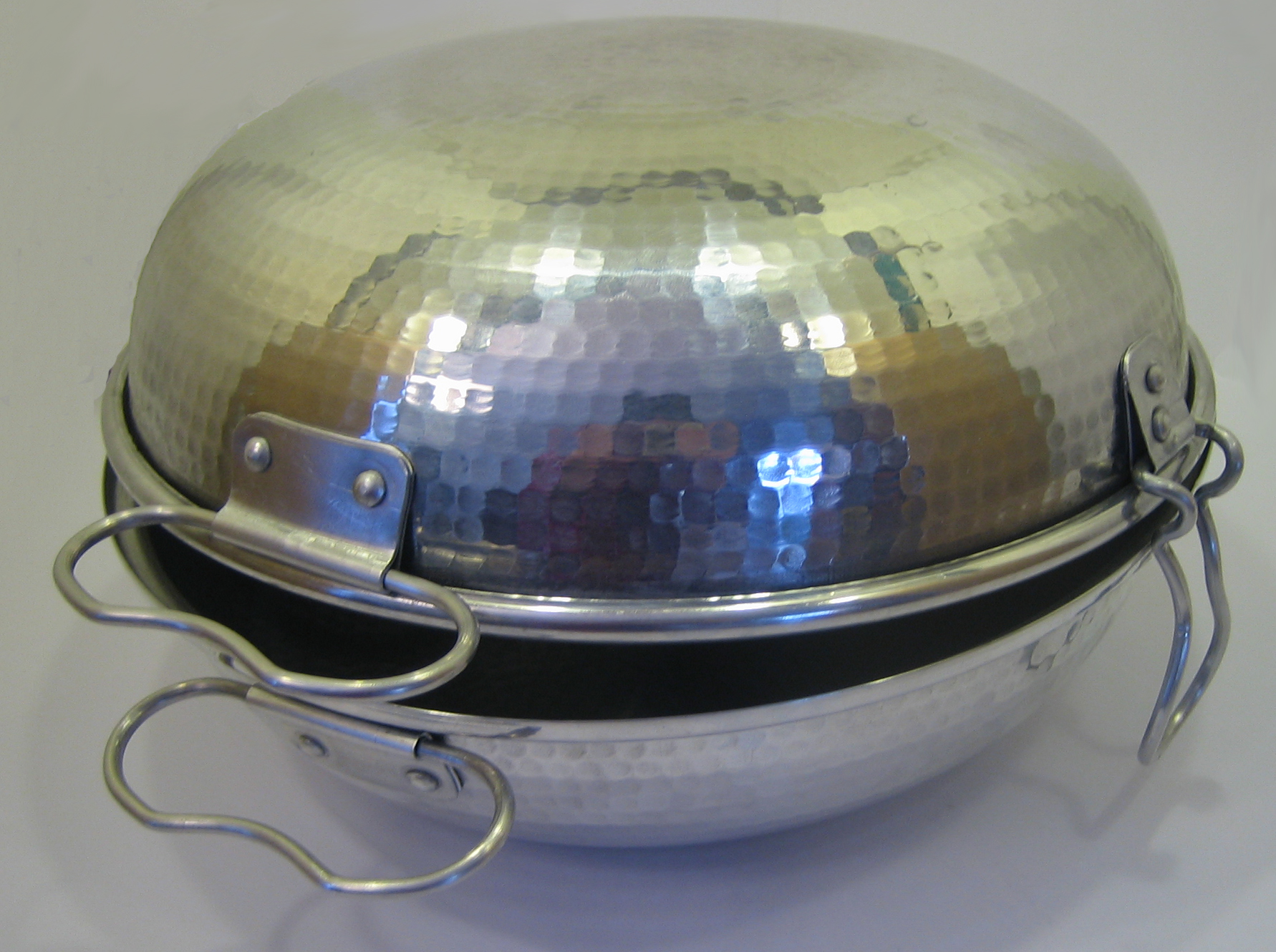
Cataplana geschlossen

Die Cataplana ist ein portugiesischer Kupfer- oder Eisentopf mit dicht schließendem Deckel und zwei Griffen. 
Besonders an den portugiesischen Küsten war er lange Zeit das Haupt-Kochgeschirr und wird heute immer noch verwendet, insbesondere zum schonenden Garen/Dünsten von Fisch- und Muschelgerichten. Das Wort Cataplana wird manchmal auch für einen Eintopf mit Muscheln und Schweinefleisch verwendet, der in einem solchen Topf zubereitet wurde. Heute ist die Cataplana auch als typisches Portugal-Souvenir bei Touristen beliebt.

## Funktion
Ursprünglich wurde die Cataplana entweder direkt auf offenem Feuer oder auf Öfen mit Kohle- oder Holzbefeuerung eingesetzt. Der Topf wird mit Klemmen verschlossen. Da der Boden der traditionellen Cataplana abgerundet ist, ist das Kochen auf modernen Elektroherden nicht möglich. Es gibt jedoch Cataplana aus rostfreiem Stahl mit glattem Boden für alle Arten von Herden.